# 劉翠溶
劉翠溶（英語：Ts'ui-jung Liu，1941年12月5日—），臺灣歷史學者，國立台灣大學歷史學系學士、歷史研究所碩士，美國哈佛大學博士，學術專長為經濟史、歷史人口、環境史。曾任中央研究院研究員，並在1996年獲選為中央研究院院士，於2003年10月至2010年1月擔任中央研究院副院長。現任中央研究院臺灣史研究所特聘研究員。
2009年，民主進步黨立法委員陳亭妃在立法院質詢劉翠溶，要求中央研究院研究美國牛肉染病基因的問題；當場劉翠溶回答不出，陳亭妃便拍桌怒吼“你出去”，當眾受辱的劉翠溶哽咽下質詢台。

## 學歷
- 國立臺灣大學歷史學系學士(1963)
- 國立臺灣大學歷史學研究所碩士(1966)
- 美國哈佛大學遠東區域研究碩士(1970)
- 美國哈佛大學遠東歷史與語言組博士(1974)

## 經歷
- 中央研究院歷史語言研究所助理研究員(1966-1968)
- 中央研究院美國文化研究所副研究員(1974-1978)
- 美國賓州大學人口研究中心博士後研究(1976-1977)
- 國立臺灣大學歷史學系、歷史研究所兼任副教授(1977-1979)
- 私立東吳大學經濟研究所兼任副教授1978/1-7；1979/1/7)
- 中央研究院經濟研究所副研究員(1978-1979)
- 國立臺灣師範大學歷史研究所兼任教授(1979-1980)
- 法國高等社會科學研究院中國研究中心訪問教授(1980/11)
- 中央研究院經濟研究所研究員(1979-1998)
- 國立臺灣大學歷史學系教授(與中研院合聘，1980-2006)
- 美國喬治城大學訪問教授、傅爾布萊特訪問學人(1984/1-12)
- 美國加州大學洛杉磯分校歷史系訪問教授(1989/4-6)
- 中央研究院臺灣史研究所籌備處研究員兼主任(1998/8-2001/10)
- 中央研究院臺灣史研究所籌備處特聘研究員兼主任(2001-2003)
- 英國劍橋大學聖約翰學院訪問學人( 2003/4-6)
- 中央研究院臺灣史研究所籌備處特聘研究員兼副院長(2003/10-2004/7)
- 中央研究院臺灣史研究所特聘研究員兼副院長(2004/8-2010/1)
- 中央研究院人文社會科學研究中心代主任(2004/7-2005/7)
- 中央研究院臺灣史研究所特聘研究員(2010/01-)

## 曾獲得之學術榮譽
- 行政院國家科學委員會傑出研究獎(1994-1996)
- 中央研究院院士(1996)

## 私人生活
2015年3月，劉翠溶被詐騙集團騙光帳戶內新臺幣2000多萬元。

## 外部連結
- 中研院網站的個人簡介（页面存档备份，存于）